# Benimaclet (barrio)

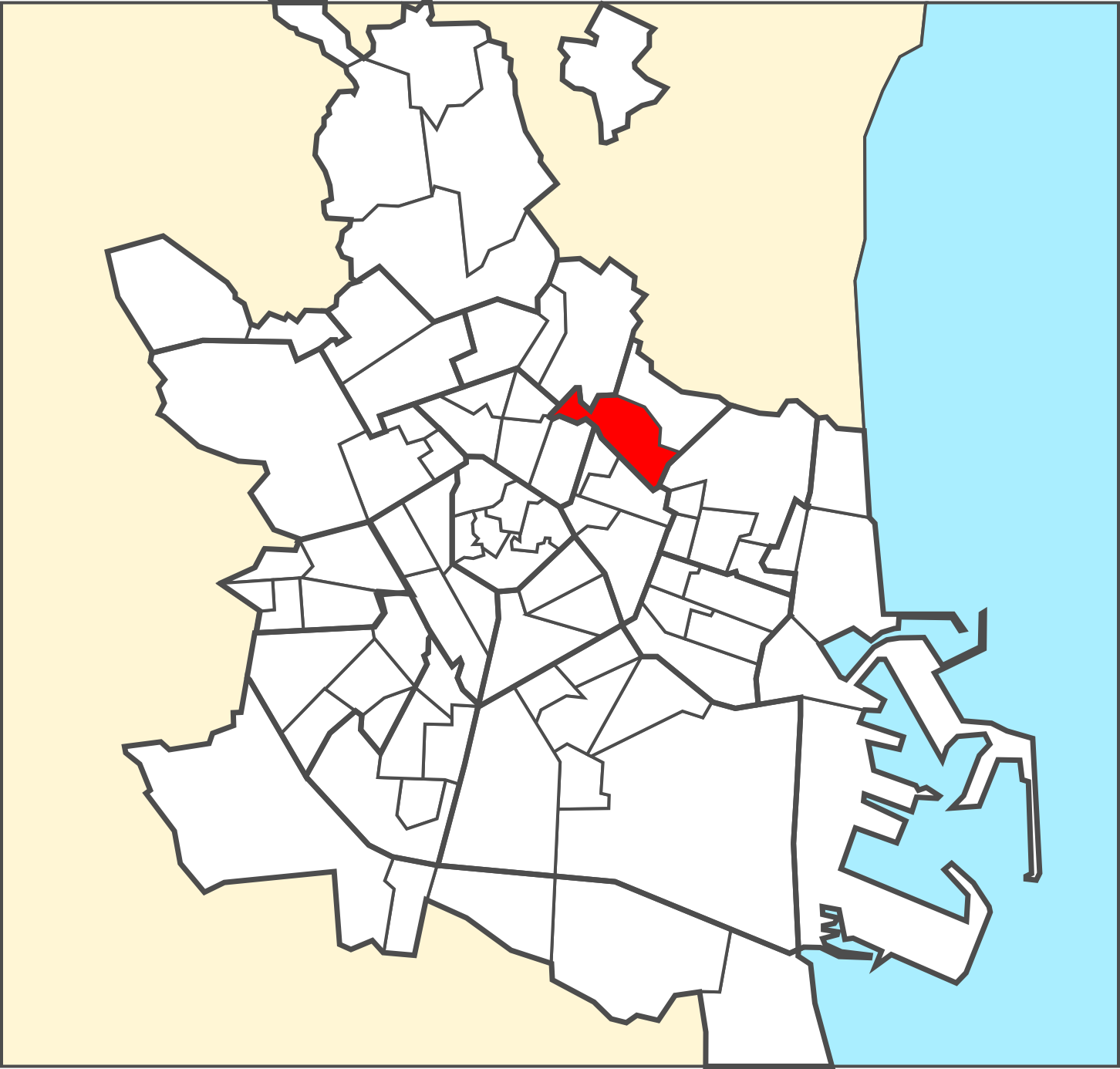
El barrio de Benimaclet en el municipio de Valencia.

Benimaclet es un barrio de la ciudad de Valencia (España), perteneciente al distrito de Benimaclet. Está situado al norte de la ciudad y limita al norte con Camino de Vera y San Lorenzo, al este con La Carrasca, al sur con Ciudad Universitaria, Jaime Roig y Trinidad y al oeste con San Antonio. Su población en 2022 era de 22.779 habitantes.